# Bollwerk (Lichtenberg)
Das Bollwerk ist ein spätmittelalterlicher Batterieturm in der südhessischen Gemeinde Fischbachtal, im Ortsteil Lichtenberg. Von der regionalen Bevölkerung wird das Bollwerk auch Kraut-Bütt´ (Krautfass) genannt.

## Architektur und Geschichte
Das ca. 400 m westlich vor dem Schloss Lichtenberg auf einer Granitkuppe freistehende Bollwerk ist zweigeschossig auf einem  kreisförmigen Grundriss mit einer Mauerstärke von ca. 5,90 m. Der 1503 errichtete Turm hat einen Durchmesser von etwa 19 Metern und ist 15 Meter hoch. Die beiden Innenräume des Bollwerks sind kuppelüberwölbt. Die Treppe im Inneren des Turms liegt in der Mauerstärke. Die Türen zu den kleinen Nebenräumen sind rundbogig mit einfacher Fase oder auch mit Kielbogen geschlossen. Auf der abgetreppten Konsole befindet sich ein mit Maßwerk und Relief verzierter Ausguss- und Aborterker. Den oberen Abschluss des Bollwerks bildet ein Zinnenkranz.
Das Bollwerk war Bestandteil der Verteidigung des Schlosses Lichtenberg. Für die damit verbundene Burghut, war 1684 durch Anordnung der Landgräfin und Regentin Elisabeth Dorothea der Burggraf vorübergehend ohne die örtliche Zentmannschaft zuständig. Zu dieser Zeit amtierte Christmann Boßler im Amt des fürstlichen Burggrafen zu Lichtenberg.

## Denkmalschutz
Als typisches Beispiel für die Architektur jener Zeit im Fischbachtal und im Odenwald wurde das Bollwerk unter Denkmalschutz gestellt.

## Aussicht
Das Bollwerk ist derzeit nur im Rahmen von Führungen der Geopark-vor-Ort-Begleiter Fischbachtal begehbar und bietet von seiner oberen Plattform einen guten Ausblick auf Lichtenberg, das Schloss sowie ins Fischbachtal.

## Bildergalerie

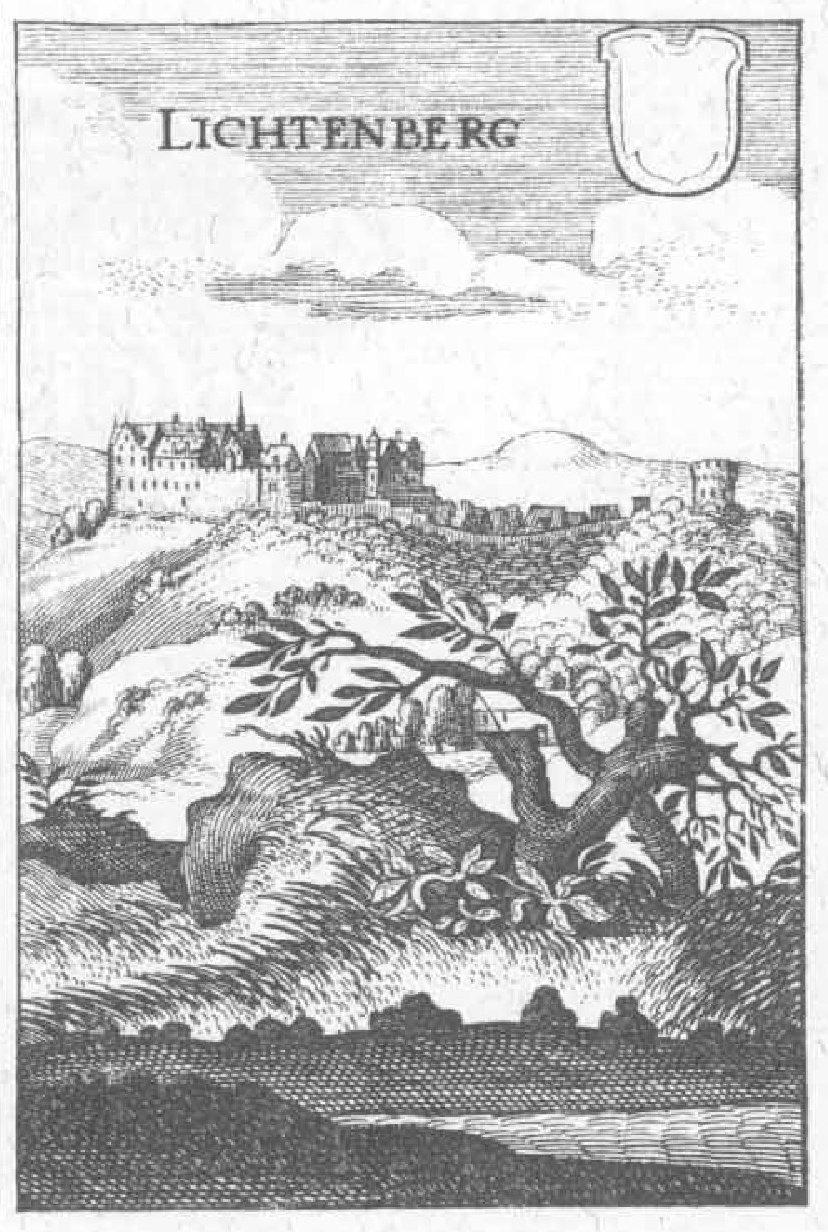
Lichtenberg (Merian); Bollwerk Bildrand rechts
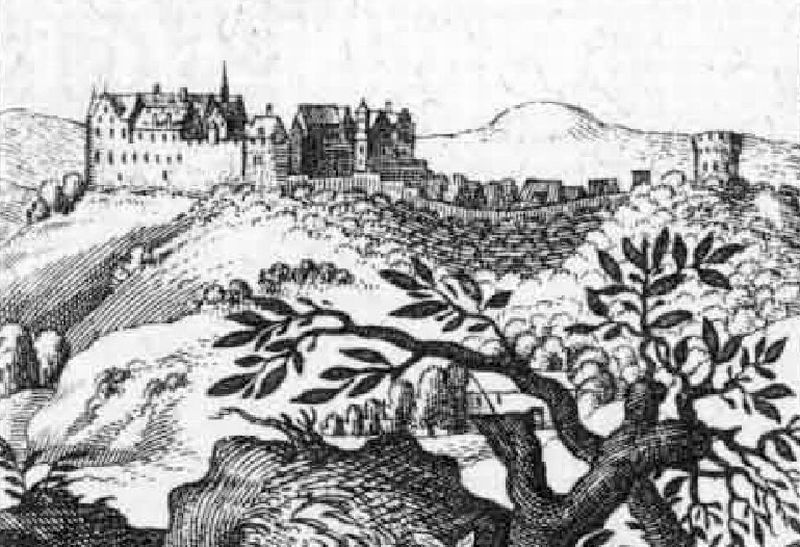
Lichtenberg (De Merian Hassiae); Bollwerk Bildrand rechts
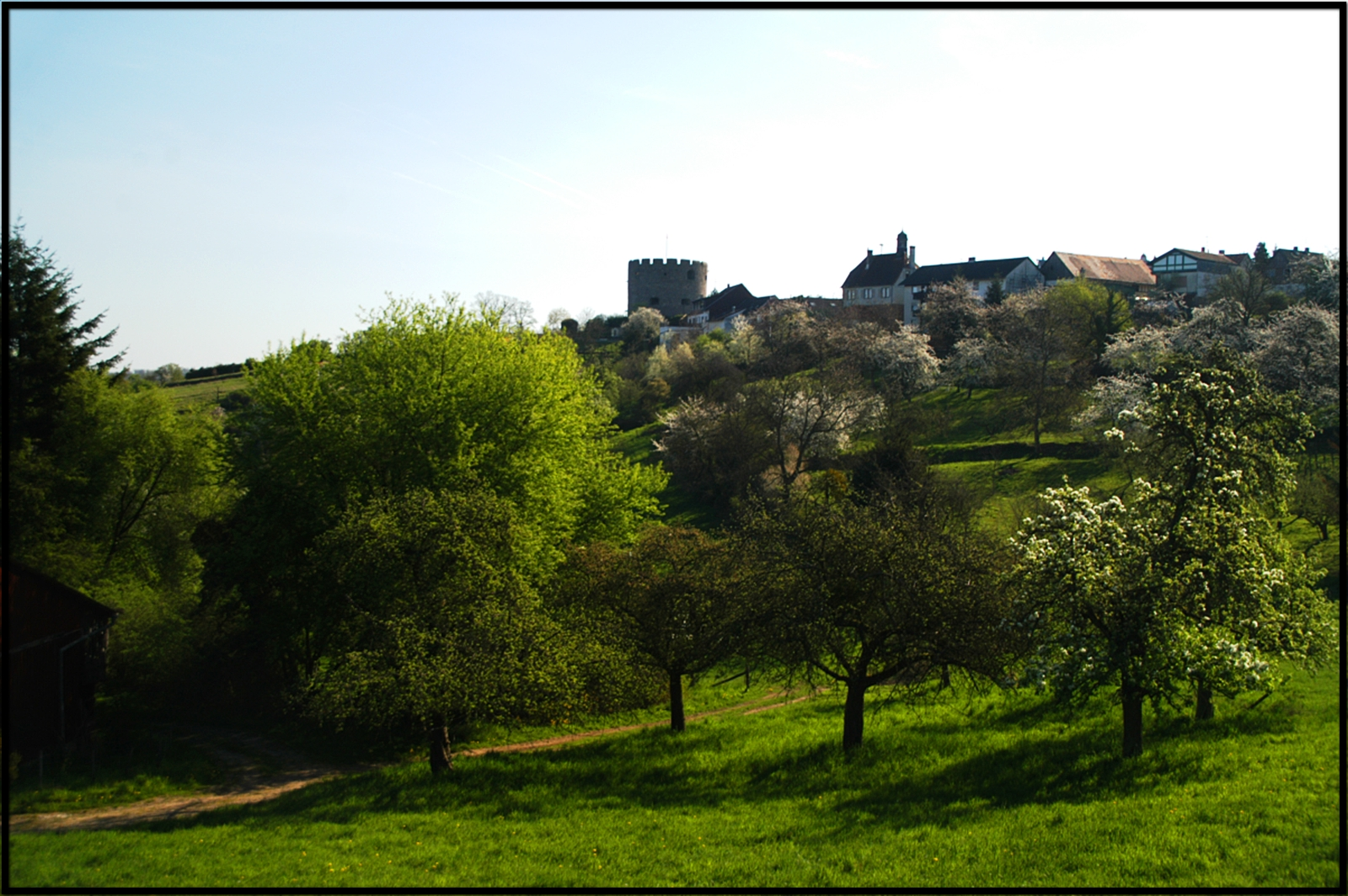
Bollwerk; Bildmitte (2012)
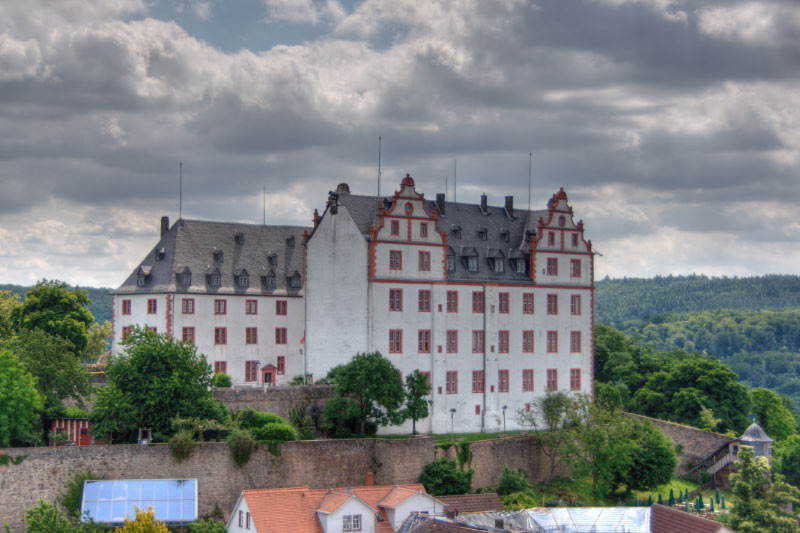
Blick vom Bollwerk auf das Schloss Lichtenberg (2008)